# Jan Grossman
Jan Grossman (22. května 1925 Praha – 10. února 1993 Praha) byl český divadelní dramaturg a režisér, literární a divadelní kritik.

## Životopis
Publikovat začal již během středoškolských studií, maturoval na gymnáziu v roce 1944. V průběhu druhé světové války byl členem Hnutí za svobodu. Po válce studoval na filosofické fakultě Univerzity Karlovy srovnávací literaturu a estetiku, souběžně byl redaktorem deníku Mladá fronta, a od roku 1946 lektorem činohry Národního divadla. Po únoru 1948 neprošel při prověrkách a byl ze studií na filosofické fakultě vyloučen, následně musel odejít i z ND (lektor dramaturgie) a na delší dobu mu byla znemožněna publikační činnost.
Zprvu působil (1949–1953) jako dramaturg Státního divadla v Brně, ale poprvé se zde představil také jako režisér (např. Kleistův Rozbitý džbán). V roce 1953 přešel jako dramaturg do Burianova Armádního uměleckého divadla a opět se prosadil i jako režisér (Šrámkův Hagenbeck, Balzacův Kabinet starožitností, Brechtovy Pušky paní Carrarové).
V roce 1956 se vrátil k práci literární, nastoupil do nakladatelství Československý spisovatel. Jako redaktor znovu uvedl do literatury členku Skupiny 42 Jiřinu Haukovou, připravil sbírku Monology Milana Kundery, redigoval také například debuty Jana Skácela, Miroslava Holuba a Miloše Macourka, jako editor se věnoval dílu Františka Halase, Jiřího Ortena a Bertolta Brechta.
Po propuštění z nakladatelství v roce 1958 krátce spolupracoval s Alfrédem Radokem jako externí dramaturg v Laterně magice a v letech 1959–1962 působí jako dramaturg a režisér v Městském divadle na Kladně. V roce 1961 nastupuje jako dramaturg a režisér do pražského Divadla Na zábradlí, kde se v následujícím roce stal i uměleckým šéfem činohry. Grossmanovo působení v šedesátých letech v Divadle Na zábradlí je považováno za jednu z nejvýznamnějších kapitol historie českého poválečného divadla. Po příchodu okupačních vojsk v roce 1968 musel z Divadla Na zábradlí odejít.
Protože mu to nebylo umožněno doma, režíroval v letech 1968–1975 v zahraničí (Holandsko, Západní Německo, Švýcarsko a Rakousko). Poté, co mu roku 1975 byl odebrán cestovní pas, věnoval se režijní práci mimo centrum: v Západočeském divadle v Chebu (1974–1980), v Divadle Vítězného února v Hradci Králové (1980–1982) a pohostinsky v libereckém divadle Ypsilon.
V roce 1982 se vrátil do Prahy. Nejprve pracoval jako režisér v Divadle S. K. Neumanna v Libni. V roce 1989 se vrátil režií Moliérova Dona Juana do Divadla Na zábradlí. Roku 1991 byl jmenován ředitelem. Zemřel náhle 10. února 1993. Byl pohřben na Olšanských hřbitovech.

## Dílo
- Analýzy, 1991
- Mezi literaturou a divadlem, 2014

## Knihy věnované Janu Grossmanovi
- Zahradní slavnost, 1963
- Svědectví současníků, 1996
- Inscenace, 1997
- Texty o divadle, 1999

## Divadelní režie, výběr

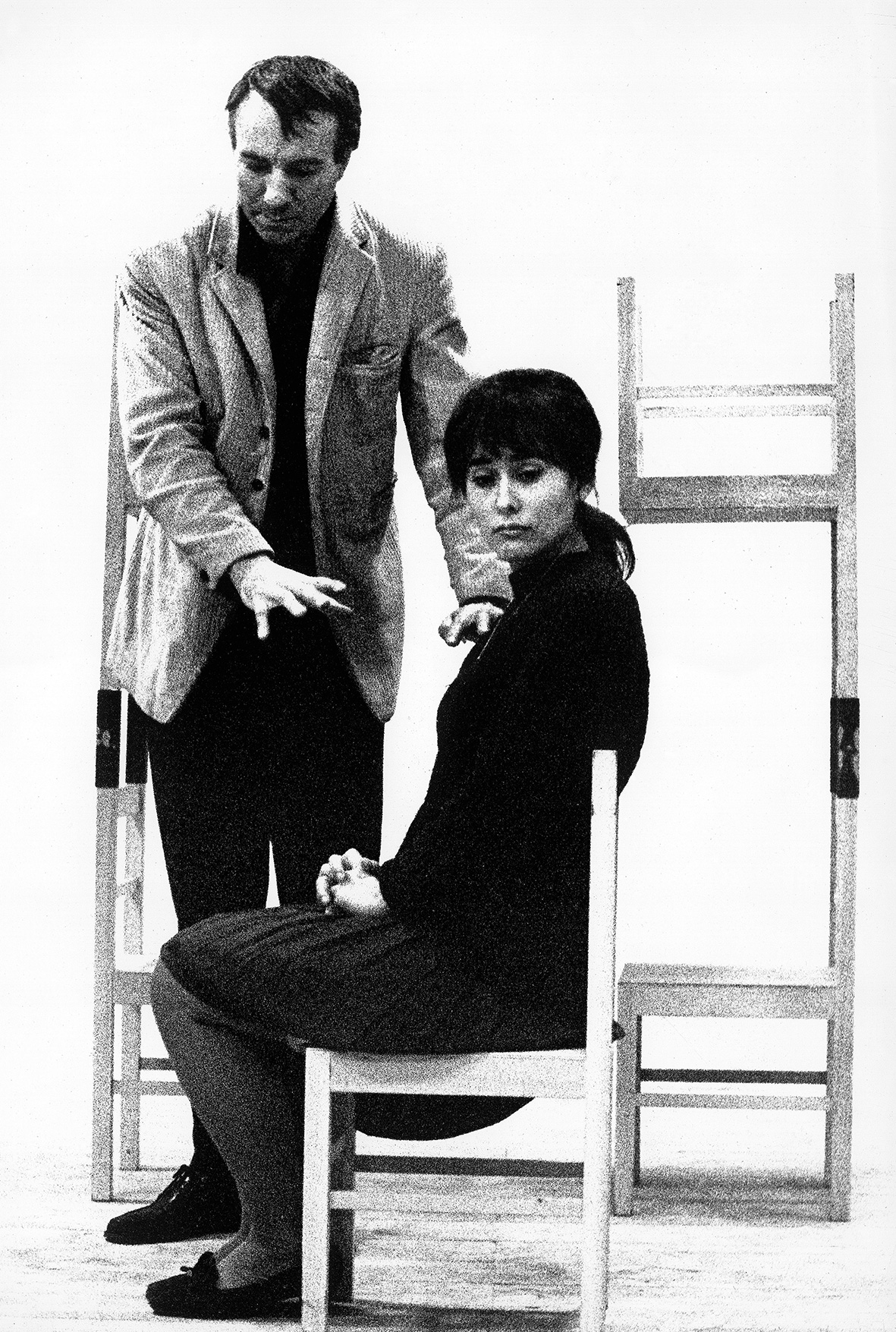
Jan Grossman a Marie Málková, 1967

- 1964 Alfred Jarry: Král Ubu, Divadlo Na zábradlí
- 1965 Václav Havel: Vyrozumění, Divadlo Na zábradlí
- 1966 Franz Kafka: Proces, Divadlo Na zábradlí
- 1980 Nataša Tanská: Duel, Viola Praha
- 1981 bratři Mrštíkové: Maryša, Divadlo Vítězného února Hradec Králové
- 1982 Molière: Don Juan, Divadlo Vítězného února Hradec Králové
- 1984 Molière: Škola pro ženy, Divadlo S. K. Neumanna
- 1989 Molière: Don Juan, Divadlo Na zábradlí
- 1990 Václav Havel: Largo desolato, Divadlo Na zábradlí
- 1991 Václav Havel: Pokoušení, Divadlo Na zábradlí
- 1993 Alan Bennett: Kafkovo brko, Divadlo Na zábradlí, poslední režie